# سياسة استعمال مقبولة
سياسة استعمال مقبولة أو سياسة الاستخدام العادل أو سياسة الاستخدام المقبول هي مجموعة من القواعد التي يطبقها مالك أو منشئ أو مسؤول موقع أو خدمة لشبكة الكمبيوتر. هذا يقيد الطرق التي يمكن من خلالها استخدام الشبكة أو موقع الويب أو النظام ويضع إرشادات حول كيفية استخدامها. تتم كتابة مستندات AUP للشركات،  والجامعات،  المدارس، ، مزودي خدمة الإنترنت (ISPs)،  وأصحاب مواقع الويب ،  في كثير من الأحيان لتقليل إمكانية اتخاذ إجراء قانوني قد يتخذه المستخدم، وغالبًا مع احتمال ضئيل للتنفيذ.
سياسات الاستخدام المقبولة هي جزء لا يتجزأ من إطار عمل سياسات أمن المعلومات غالبًا ما يكون من الممارسات الشائعة أن تطلب من الأعضاء الجدد في أي منظمة التوقيع على سياسة الاستعمال المقبولة قبل منحهم حق الوصول إلى أنظمة المعلومات الخاصة بها.
لهذا السبب يجب أن تكون سياسة الاستعمال المقبولة موجزة وواضحة. بينما تغطي في نفس الوقت أهم النقاط حول ماهية المستخدمين، والتي لا يُسمح لهم بالقيام بها بأنظمة تكنولوجيا المعلومات الخاصة بالمؤسسة، يجب أن تحيل المستخدمين إلى سياسة الأمان الأكثر شمولاً عند الاقتضاء يجب أيضًا أن تحدد بشكل ملحوظ العقوبات التي سيتم تطبيقها إذا قام المستخدم بخرق سياسة الاستعمال المقبولة. يجب قياس الامتثال لهذه السياسة كالمعتاد من خلال عمليات تدقيق منتظمة.
في بعض الحالات يتم تطبيق سياسة الاستعمال المقبولة على الخدمة التي تسمح بالاستخدام غير المحدود اسميًا مقابل رسوم ثابتة، وهي ببساطة تضع حدًا أقصى لما يمكن استخدامه. الغرض منه هو السماح بالاستخدام العادي ولكن يمنع ما يعتبر مفرطًا. على سبيل المثال قد يتعرض مستخدمو خدمة الإنترنت ذات النطاق العريض «غير المحدود» للتعليق أو الإنهاء أو تقييد النطاق الترددي للاستخدام المفرط وغير العادل بشكل مستمر مما يؤثر على تمتع المستخدمين الآخرين بخدمة النطاق العريض.
كما أنه لا يتوافق مع الاستخدام المتوقع عادةً في حزمة وصول معينة ". يتم فرض السياسة مباشرة، دون إجراءات قانونية.

## المصطلحات
تشبه مستندات AUP وغالبًا ما تؤدي نفس الوظيفة مثل مستند شروط الخدمة (على سبيل المثال، كما هو مستخدم بواسطة جوجل جي ميل وياهو!)، وإن لم يكن دائمًا. في حالة شركة آي بي إم على سبيل المثال: تتعلق شروط الاستخدام بالطريقة التي تقدم بها شركة آي بي إم الموقع، وكيفية تفاعلها مع زوار الموقع وقليل من التعليمات أو عدم وجود تعليمات حول كيفية استخدام الموقع.
في بعض الحالات تسمى مستندات AUP سياسة الإنترنت والبريد الإلكتروني أو سياسة الاستعمال المقبولة للإنترنت أو سياسة الاستعمال المقبولة للشبكة أو سياسة استخدام تكنولوجيا المعلومات المقبولة.
توفر هذه المستندات، على الرغم من تسميتها بشكل مختلف، إلى حد كبير بيانات السياسة فيما يتعلق بالسلوك المقبول من مستخدمي الشبكة المحلية / الإنترنت المتصلين عبر الشبكة المحلية.

## العناصر المشتركة في عبارات AUP
بشكل عام، غالبًا ما تبدأ بيانات / مستندات AUP ببيان فلسفة المنظمة الراعية والسبب المقصود لسبب تقديم استخدام الإنترنت لمستخدمي شبكة تلك المؤسسة.
على سبيل المثال تتبنى المنظمة الراعية فلسفة التنظيم الذاتي وتوفر اتصال المستخدم بالشبكة المحلية وأيضًا الاتصال بالإنترنت بشرط أن يقبل المستخدم حقيقة أنه سيكون مسؤولاً بشكل شخصي عن الإجراءات المتخذة عند الاتصال بشبكة الإنترنت. الشبكة أو الإنترنت.
قد يعني هذا أن المنظمة لن تقدم أي نظام تحذير في حالة مخالفة المستخدم للسياسة، مع التأكيد على أن الأمر متروك للمستخدم لمعرفة متى تنتهك أفعاله السياسة.
غالبًا ما توفر وثائق سياسة الاستعمال المقبولة بيانًا حول استخدام الشبكة و / أو الإنترنت واستخداماتها ومزاياها للأعمال التجارية أو المدرسة أو أي مؤسسة أخرى ترعى الاتصال بالإنترنت.  قد يوضح هذا البيان فائدة أنظمة البريد الإلكتروني والقدرة على الحصول على معلومات من مواقع الويب، والاتصال بأشخاص آخرين من خلال استخدام الرسائل الفورية، ومزايا أخرى مماثلة لبروتوكولات مختلفة بما في ذلك خدمات نقل الصوت باستعمال بروتوكول الإنترنت الجديدة نسبيًا.
الجزء الأكثر أهمية من مستند AUP هو مدونة السلوك التي تحكم سلوك المستخدم أثناء الاتصال بالشبكة / الإنترنت. قد تتضمن مدونة قواعد السلوك بعض الوصف لما يمكن تسميته بـ netiquette والذي يتضمن عناصر السلوك مثل استخدام لغة مناسبة / مهذبة أثناء الاتصال بالإنترنت، وتجنب الأنشطة غير القانونية، والتأكد من أن الأنشطة التي قد يشرع فيها المستخدم يجب ألا تزعج أو تعطل أي مستخدم آخر على النظام، والحذر من الكشف عن معلومات شخصية يمكن أن تكون سببًا في سرقة الهوية.
تحدد معظم بيانات سياسة الاستعمال المقبولة عواقب انتهاك السياسة. تتم مواجهة هذه الانتهاكات بعواقب اعتمادًا على علاقة المستخدم بالمنظمة.
الإجراءات الشائعة التي تتخذها المدارس والجامعات هي سحب الخدمة إلى المخالف، وفي بعض الأحيان إذا كانت الأنشطة غير قانونية، فقد تُشرك المنظمة السلطات المختصة، مثل الشرطة المحلية.
يقوم أرباب العمل أحيانًا بسحب الخدمة من الموظفين، على الرغم من أن الإجراء الأكثر شيوعًا هو إنهاء العمل عندما تكون الانتهاكات قد تضر بصاحب العمل بطريقة ما، أو قد تعرض الأمن للخطر. إيرثلنك، مزود خدمة الإنترنت الأمريكي لديه سياسة واضحة للغاية فيما يتعلق بانتهاكات سياستها.
 تحدد الشركة ستة مستويات للرد على الانتهاكات:
- إصدار تحذيرات: كتابية أو شفهية
- تعليق امتيازات نشر مجموعة الأخبار الخاصة بالعضو
- تعليق حساب العضو
- إنهاء حساب العضو
- فاتورة العضو بالتكاليف الإدارية و / أو رسوم إعادة التنشيط
- رفع دعوى قضائية لمنع الانتهاكات و / أو تحصيل تعويضات، إن وجدت، بسبب الانتهاكات.

يعتبر الجزء المركزي لمعظم مستندات AUP هو القسم الذي يوضح بالتفصيل الاستخدامات غير المقبولة للشبكة، كما هو معروض في جامعة شيكاغو AUP. قد تشمل السلوكيات غير المقبولة إنشاء ونقل مستند أو صور مسيئة أو فاحشة أو غير لائقة، وإنشاء ونقل مواد مصممة للتسبب في الإزعاج أو الإزعاج أو القلق، وإنشاء مواد تشهيرية، وإنشاء ونقل ينتهك حقوق الطبع والنشر لشخص آخر، ونقل من الإعلانات التجارية أو الإعلانية غير المرغوب فيهاالوصول المادي والمتعمد غير المصرح به إلى الخدمات الأخرى التي يمكن الوصول إليها باستخدام الاتصال بالشبكة / الإنترنت. ثم هناك نوع النشاط الذي يستخدم الشبكة لإضاعة وقت الموظفين الفنيين لاستكشاف مشكلة يكون المستخدم سببًا لها، أو إفساد أو تدمير بيانات مستخدم آخر، أو انتهاك خصوصية الآخرين عبر الإنترنت، أو استخدام الشبكة بهذه الطريقة أنه يرفض الخدمة للآخرين، ويستمر في استخدام برنامج أو نظام آخر تم بالفعل تحذير المستخدم بشأن استخدامه، وأي إساءة استخدام أخرى للشبكة مثل إدخال فيروسات.
غالبًا ما يتم إضافة إخلاء المسؤولية من أجل إعفاء منظمة من المسؤولية في ظل ظروف محددة. على سبيل المثال، في حالة جامعة Anglia Ruskin تتم إضافة إخلاء مسؤولية لإعفاء الجامعة من الأخطاء أو السهو أو أي عواقب ناجمة عن استخدام المعلومات الواردة على موقع الجامعة. في حين أنه يمكن إضافة إخلاء المسؤولية إلى أي سياسة الاستعمال المقبولة، إلا أنه غالبًا ما يتم العثور على إخلاء المسؤولية في مستندات سياسة الاستعمال المقبولة المتعلقة باستخدام موقع ويب بينما يفشل أولئك الذين يقدمون خدمة في إضافة مثل هذه البنود.
على وجه الخصوص، عندما تتم كتابة سياسة الاستعمال المقبولة من أجل إعداد كلية أو مدرسة، فإن سياسة الاستعمال المقبولة (AUP) تذكر الطلاب (أو في حالة وجود شركة أو موظفين) بأن الاتصال بالإنترنت، أو استخدام موقع ويب، يعد امتيازًا، كما هو موضح في جامعة Loughborough University تعد سياسة الاستعمال المقبولة خدمة وليس حق.
من خلال التأكيد على جانب «الامتياز» هذا، تقوم جامعة نورثرن إلينوي بالربط بين أن أي إساءة لهذا الامتياز يمكن أن تؤدي إلى اتخاذ إجراء قانوني من الجامعة.
في كتيب لكتابة مستندات AUP ، تشير وزارة التعليم في فرجينيا إلى أن هناك ثلاثة مجالات أخرى تحتاج إلى المعالجة في سياسة الاستعمال المقبولة:
- بيان يفيد بأن سياسة الاستعمال المقبولة (AUP) تمتثل لقواعد ولوائح الاتصالات الحكومية والوطنية
- بيان بشأن الحاجة إلى الحفاظ على السلامة الشخصية والخصوصية أثناء الوصول إلى الإنترنت
- بيان بشأن الحاجة إلى الامتثال لقوانين الاستخدام العادل وأنظمة حقوق النشر الأخرى أثناء الوصول إلى الإنترنت

من خلال القراءة السريعة لبيانات AUP التي وجدها بحث جوجل، يكون التباين في تضمين هذه العناصر في مستندات AUP متغيرًا بدرجة كبيرة. ومع ذلك، من المرجح أن تتضمن تلك البيانات في بيئة المدرسة أو الجامعة بيانًا لمعالجة مشكلة «السلامة الشخصية» على الأقل.

## القابلية للتنفيذ
مثال:
6.3 تخضع هذه السياسة لقوانين إنجلترا ويخضع الأطراف للاختصاص القضائي الحصري لمحاكم إنجلترا وويلز.
نظرًا للعديد من الولايات القضائية التي يغطيها الإنترنت، يحتاج مستند سياسة الاستعمال المقبولة إلى تحديد الاختصاص القضائي، الذي يحدد القوانين السارية والتي تحكم استخدام سياسة الاستعمال المقبولة. حتى إذا كانت الشركة تقع في ولاية قضائية واحدة فقط ولا تنطبق سياسة الاستعمال المقبولة إلا على موظفيها، فإن تسمية الولاية القضائية توفر صعوبات في التفسير في حالة الحاجة إلى اتخاذ إجراء قانوني لفرض بياناتها.
يمكن فرض AUP بشكل فعال باستخدام عوامل تصفية المحتوى وعناوين URL.